# Václav Michael Bruntálský z Vrbna
Václav Michael Josef hrabě Bruntálský z Vrbna (německy Wenzel Michael Joseph Graf von Wrbna und Freudenthal, 27. září 1709 – 20. července 1755) byl moravský šlechtic a politik z rodu Bruntálských z Vrbna. Od mládí působil ve správě Moravského markrabství, kde byl nakonec nejvyšším zemským sudím (1753–1755). Byl majitelem panství Fulnek na severní Moravě a patřil k významným mecenášům řádu kapucínů.

## Životopis

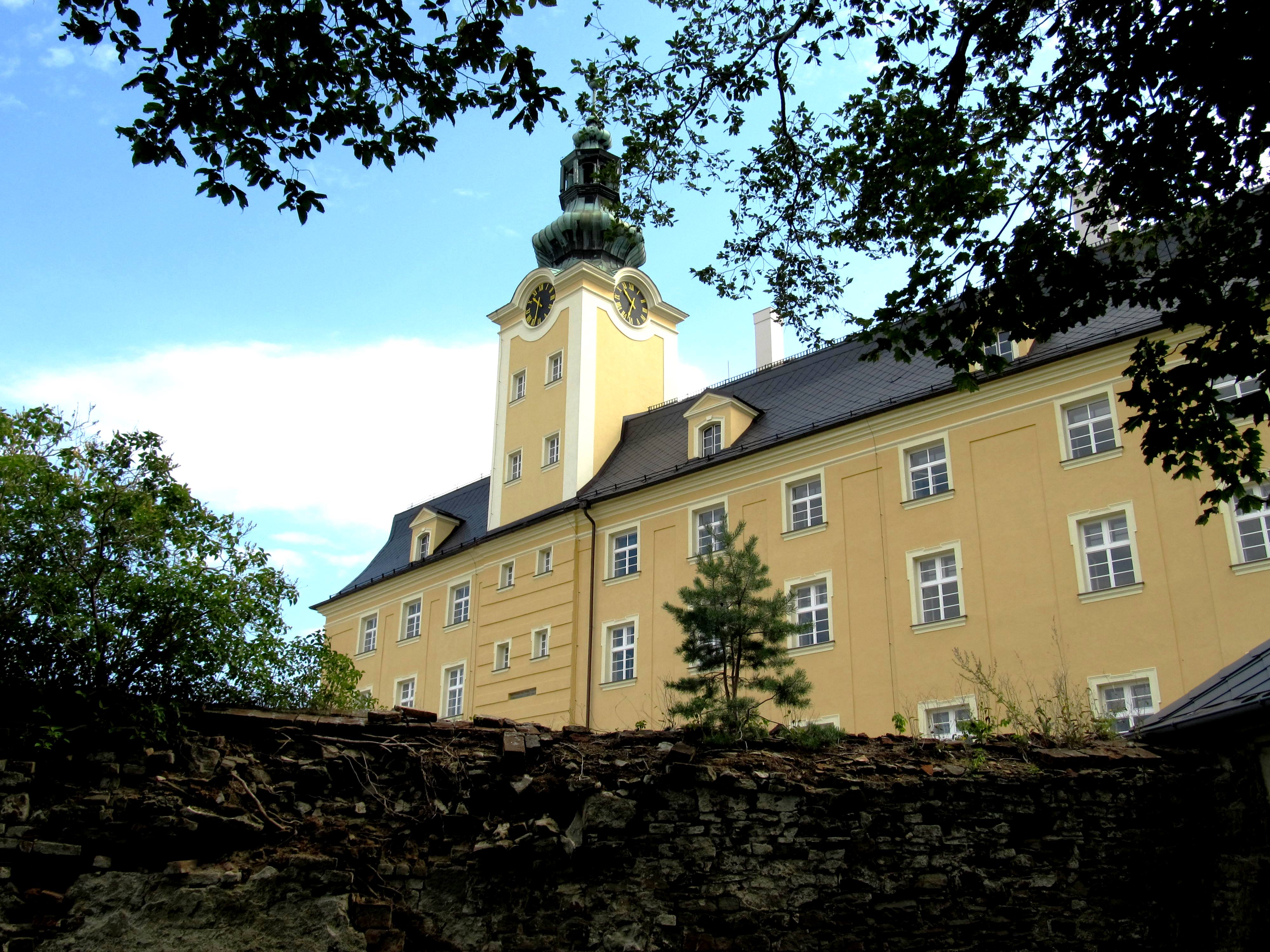
Zámek Fulnek, hlavní rodové sídlo na Moravě v letech 1622–1788

Pocházel ze starého slezského šlechtického rodu Bruntálských z Vrbna usazeného na Moravě a v Čechách, byl synem Josefa Františka Bruntálského z Vrbna (1675–1755), po matce Marie Anně, rozené Lamingerové (1685–1740), byl vnukem slavného Lomikara. Od mládí byl císařským komořím, za války o rakouské dědictví sloužil v armádě jako hejtman. Později zakotvil ve struktuře zemských úřadů na Moravě a v letech 1753–1755 byl moravským nejvyšším zemským sudím, byl též c.k. tajným radou. Vzhledem k tomu, že jeho otec pobýval trvale v Čechách, převzal správu panství Fulnek, kde proslul jako mecenáš kapucínského kláštera. Podnikl také úpravy na zámku ve Fulneku, kde v polovině 18. století vznikla budova tzv. Dolního zámku. Zemřel ve věku 45 let a byl pohřben v kapucínské hrobce v Brně.

### Manželství a potomstvo
V roce 1735 se v Praze oženil s hraběnkou Marií Eleonorou z Mansfeldu (1710–1761), dcerou knížete Karla Františka z Mansfeldu, podruhé provdanou Kotulínskou. Z jejich manželství se narodily dvě děti. Syn Josef Václav (1738–1819) prodal v roce 1788 panství Fulnek, dcera Marie Eleonora (1740–1789) se provdala za státního ministra hraběte Františka Karla z Colloreda (1736–1806).